# ホッケー・ワールドカップ
ホッケー・ワールドカップ（Hockey World Cup）は、国際ホッケー連盟が主催するフィールドホッケーの国際大会である。
男子大会は1971年、女子大会は1974年にそれぞれ第1回が開催された。
1986年以降、男女同年開催及び4年に1度オリンピック中間年の開催となる。2014年のオランダ・デン・ハーグ大会は史上初の男女同時開催となった。

## レギュレーション
2018年は男女とも16か国が参加。2022年大会からは24チームに拡張された。共通のレギュレーションの元で行われた。
まず出場国を4チームずつ4プールに分け、ラウンドロビンで各プール1位のみ準々決勝進出。2位と3位の2チームが準々決勝進出決定戦に進出。決勝戦で勝利したチームが優勝となる。

## 優勝杯
男子の優勝杯は1971年の第1回大会から使用。高さは120.85mm、重さは11.56kgである。

## 大会記録

### 男子
| 1971      | バルセロナ （スペイン）                                 | パキスタン     | 1–0          | スペイン       | インド         | 2-1 (延長) | ケニア         |    |
| 1973      | アムステルフェーン （オランダ）                         | オランダ       | 2-2 (4-2) PS | インド         | 西ドイツ       | 1–0        | パキスタン     |    |
| 1975      | クアラルンプール （マレーシア）                         | インド         | 2-1          | パキスタン     | 西ドイツ       | 4-0        | マレーシア     |    |
| 1978      | ブエノスアイレス （アルゼンチン）                       | パキスタン     | 3-2          | オランダ       | オーストラリア | 4–3        | 西ドイツ       |    |
| 1982      | ムンバイ （インド）                                     | パキスタン     | 3-1          | 西ドイツ       | オーストラリア | 4-2        | オランダ       |    |
| 1986      | ロンドン （イングランド）                               | オーストラリア | 2-1          | イングランド   | 西ドイツ       | 3-2 (延長) | ソビエト連邦   |    |
| 1990      | ラホール （パキスタン）                                 | オランダ       | 3-1          | パキスタン     | オーストラリア | 2-1 (延長) | ドイツ         |    |
| 1994      | シドニー （オーストラリア）                             | パキスタン     | 1-1 (4-3) PS | オランダ       | オーストラリア | 5-2        | ドイツ         |    |
| 1998      | ユトレヒト （オランダ）                                 | オランダ       | 3-2 (延長)   | スペイン       | オーストラリア | 1-0        | ドイツ         |    |
| 2002      | クアラルンプール （マレーシア）                         | ドイツ         | 2-1          | オーストラリア | オランダ       | 2-1 (延長) | 韓国           |    |
| 2006      | メンヒェングラットバッハ （ドイツ）                     | ドイツ         | 4-3          | オーストラリア | スペイン       | 3-2 (延長) | 韓国           |    |
| 2010      | ニューデリー （インド）                                 | オーストラリア | 2–1          | ドイツ         | オランダ       | 4-3        | イングランド   |    |
| 2014 詳細 | デン・ハーグ （オランダ）                               | オーストラリア | 6–1          | オランダ       | アルゼンチン   | 2-0        | イングランド   |    |
| 2018 詳細 | ブバネーシュワル （インド）                             | ベルギー       | 0-0 (3-2) PS | オランダ       | オーストラリア | 8–1        | イングランド   |    |
| 2023 詳細 | ブバネーシュワル・ルールケラ （インド）                 | ドイツ         | 3-3 (5-4) PS | ベルギー       | オランダ       | 3-1        | オーストラリア | 16 |
| 2026 詳細 | ワーフェル （ベルギー） アムステルフェーン （オランダ） |                |              |                |                |            |                | 16 |

### 女子
| 1974      | マンドリュー （フランス）                               | オランダ       |              | アルゼンチン   | 西ドイツ       |     | インド           |    |
| 1976      | ベルリン （西ドイツ）                                   | 西ドイツ       |              | アルゼンチン   | オランダ       |     | ベルギー         |    |
| 1978      | マドリード （スペイン）                                 | オランダ       |              | 西ドイツ       | ベルギー       |     | アルゼンチン     |    |
| 1981      | ブエノスアイレス （アルゼンチン）                       | 西ドイツ       |              | オランダ       | ソビエト連邦   |     | オーストラリア   |    |
| 1983      | クアラルンプール （マレーシア）                         | オランダ       |              | カナダ         | オーストラリア |     | 西ドイツ         |    |
| 1986      | アムステルフェーン （オランダ）                         | オランダ       |              | 西ドイツ       | カナダ         |     | ニュージーランド |    |
| 1990      | シドニー （オーストラリア）                             | オランダ       |              | オーストラリア | 韓国           |     | イングランド     |    |
| 1994      | ダブリン （アイルランド）                               | オーストラリア |              | アルゼンチン   | アメリカ合衆国 |     | ドイツ           |    |
| 1998      | ユトレヒト （オランダ）                                 | オーストラリア | 3-2          | オランダ       | ドイツ         | 3-2 | アルゼンチン     |    |
| 2002      | パース （オーストラリア）                               | アルゼンチン   | 1-1 (4-3) PS | オランダ       | 中国           | 2-0 | オーストラリア   |    |
| 2006      | マドリード （スペイン）                                 | オランダ       | 3-1          | オーストラリア | アルゼンチン   | 5-0 | スペイン         |    |
| 2010 詳細 | ロサリオ （アルゼンチン）                               | アルゼンチン   | 3-1          | オランダ       | イングランド   | 2-0 | ドイツ           |    |
| 2014 詳細 | デン・ハーグ （オランダ）                               | オランダ       | 2-0          | オーストラリア | アルゼンチン   | 2-1 | アメリカ合衆国   |    |
| 2018 詳細 | ロンドン（イングランド）                                | オランダ       | 6-0          | アイルランド   | スペイン       | 3-1 | オーストラリア   |    |
| 2022 詳細 | スペイン・オランダ                                      | オランダ       | 3-1          | アルゼンチン   | オーストラリア | 2-1 | ドイツ           |    |
| 2026 詳細 | ワーフェル （ベルギー） アムステルフェーン （オランダ） |                |              |                |                |     |                  | 16 |